# Stazione di Quarto
La stazione di Quarto è una stazione ferroviaria posta sulla Ferrovia Circumflegrea gestita dall’Ente Autonomo Volturno. È ubicata in via Giacomo Matteotti nel comune di Quarto.

## Dati ferroviari
La stazione è a due piani: al primo piano si trovano la biglietteria e un'edicola. Seguendo l'indicazione "AI TRENI" si trovano l'ascensore e le scale per salire sul viadotto. Al piano superiore troviamo i due binari con banchina ad isola e la sede del dirigente di movimento.
Tutta la stazione è attualmente interessata da lavori finalizzati al raddoppio della linea Circumflegrea nell'intera tratta tra la stazione di Pisani e Quarto stessa. Il vecchio fabbricato viaggiatori è in attesa di demolizione

## Movimento passeggeri
Il traffico passeggeri è sostenuto in tutte le ore del giorno data la densità abitativa della zona e la vicinanza a parecchi uffici, sede di lavoro per molti impiegati.